# بروك مارتن
بروك مارتن (بالإنجليزية: Brook Martin)‏ هو لاعب دوري الرغبي أسترالي، ولد في 27 مارس 1981.